# Леди-детектив мисс Фрайни Фишер
«Леди-детектив мисс Фрайни Фишер» (англ. Miss Fisher's Murder Mysteries) — австралийский детективный телесериал, повествующий о первой леди-детективе Мельбурна 1920-х годов мисс Фрайни Фишер, любительнице приключений и красивых мужчин. Первый эпизод вышел в эфир на телеканале ABC1 24 февраля 2012 года. Телесериал основан на детективных произведениях, написанных Керри Гринвуд.

## Сюжет
Фильм о первой леди-детективе Мельбурна 1920-х годов мисс Фрайни Фишер, любительнице приключений и красивых мужчин, которая с легкостью управляет не только автомобилем, но и самолётом, всегда носит при себе пистолет с перламутровой ручкой и острый нож. Ещё она прекрасно танцует танго, наверняка на этом список её талантов не заканчивается, и уж точно, что все эти навыки неизменно помогают ей справиться с самыми запутанными делами…

## В ролях
| Актёр               | Роль                            |
| ------------------- | ------------------------------- |
| Эсси Дэвис          | Фрайни Фишер                    |
| Натан Пейдж         | детектив Джон «Джек» Робинсон   |
| Хьюго Джонстон-Барт | констебль Хью Коллинз           |
| Эшли Каммингс       | Дороти «Дот» Уильямс            |
| Ричард Блиф         | Мистер Батлер                   |
| Трэвис МакМахон     | Берт                            |
| Энтони Шарп         | Сесил                           |
| Тэмми МакИнтош      | доктор Элизабет «Мак» Макмиллан |
| Руби Рис Уэмисс     | Джейн                           |
| Мириам Маргулис     | тётя Пруденс                    |
| Николас Белл        | Мердок Фойл                     |

## Обзор сезонов
| Сезон | Сезон | Количество эпизодов | Премьера первого эпизода | Премьера последнего эпизода | Дата выхода DVD | Дата выхода DVD | Дата выхода DVD                                                  |
| Сезон | Сезон | Количество эпизодов | Премьера первого эпизода | Премьера последнего эпизода | Регион 1        | Регион 2        | Регион 4                                                         |
| ----- | ----- | ------------------- | ------------------------ | --------------------------- | --------------- | --------------- | ---------------------------------------------------------------- |
|       | 1     | 13                  | 24 февраля 2012          | 18 мая 2012                 | н/д             | н/д             | 3 мая 2012 (Часть 1) 7 июня 2012 (Часть 2) 7 июня 2012 (Blu-ray) |
|       | 2     | 13                  | 6 сентября 2013          | 22 декабря 2013             |                 |                 |                                                                  |
|       | 3     | 8                   | 8 мая 2015               | 26 июня 2015                |                 |                 |                                                                  |

## Список серий
| № | №  | Название                                                      | Режиссёр(ы)        | Сценарист(ы)                | Дата показа в Австралии | Код серии | Зрители |
| --- | -- | ------------------------------------------------------------- | ------------------ | --------------------------- | ----------------------- | --------- | ------- |
| 1 | 1  | «Cocaine Blues» «Кокаиновый блюз»                             | Тони Тилс          | Деб Кокс                    | 24 февраля 2012         | 101       | 0.992   |
| Австралия 1920-х годов. Экстравагантная любительница приключений Фрайни Фишер прибывает в Мельбурн, чтобы узнать правду о смерти своей сестры Дженни. Первый визит мисс Фишер в дом давней приятельницы Лидии Эндрюс положил начало расследованию целой серии преступлений… |    |                                                               |                    |                             |                         |           |         |
| 2 | 2  | «Murder on the Ballarat Train» «Убийство в ночном экспрессе»  | Кейт Дэннис        | Элизабет Коулмэн и Деб Кокс | 2 марта 2012            | 102       | 0.868   |
| Мисс Фишер отправляется в Балларат за новым автомобилем. Ночью в экспрессе, в одном из купе, где путешествуют мать с дочерью, она обнаруживает странную картину: девушка без сознания, а пожилая леди исчезла. Прибывшая на место происшествия полиция находит женщину повешенной на водяном баке неподалёку от места остановки поезда… |    |                                                               |                    |                             |                         |           |         |
| 3 | 3  | «The Green Mill Murder» «Убийство в клубе „Зелёная мельница“» | Кейт Дэннис        | Майкл Миллер                | 9 марта 2012            | 103       | 0.934   |
| Во время зажигательного танца в клубе убит светский лев Леонард Стивенсон, законченный мерзавец. Подозрение падает на двух молодых людей известных фамилий. Мисс Фишер, симпатизирующая одному из них, начинает расследование… |    |                                                               |                    |                             |                         |           |         |
| 4 | 4  | «Death at Victoria Dock» «Смерть в порту»                     | Тони Тилс          | Шэлли Бирс                  | 16 марта 2012           | 104       | 0.951   |
| В жизни хозяина порта мистера Уордингтона настали тяжёлые времена — бастуют рабочие, сбежала из дома дочь. Розыск дочери он решает доверить мисс Фишер. Во время их беседы детектив становится свидетельницей убийства — на территории порта застрелен неизвестный молодой человек… |    |                                                               |                    |                             |                         |           |         |
| 5 | 5  | «Raisins and Almonds» «Изюм и миндаль»                        | Дэвид Цезар        | Майкл Миллер                | 23 марта 2012           | 105       | 0.905   |
| Из-за картины в стиле модерн мисс Фишер оказалась на месте преступления. В книжном магазине, расположенном рядом с аукционом, скоропостижно скончался студент — радикальный сионист Сол Майклс. В мусорной корзине была обнаружена разбитая чашка, под телом — осколок ручки от неё, а в шкафу — тёплый чайник и крысиный яд… |    |                                                               |                    |                             |                         |           |         |
| 6 | 6  | «Ruddy Gore» «Запёкшаяся кровь»                               | Дэвид Цезар        | Лиз Доран                   | 30 марта 2012           | 106       | 0.803   |
| В театре оперетты совершено двойное убийство. Ведущий актёр Уолтер Копланд неожиданно умер во время спектакля. Второй жертвой стал молодой актёр Гвайлим Эванс, который страстно желал получить главную роль и особо не переживал о смерти коллеги. По словам директора театра Барта Теронта, незадолго до первого происшествия актёрам начал являться призрак Доротеи Кертис — примы этого театра, которая умерла 20 лет назад, покончив с собой в день премьеры. |    |                                                               |                    |                             |                         |           |         |
| 7 | 7  | «Murder in Montparnasse» «Убийство на Монпарнасе»             | Клэйтон Джейкобсон | Изабель Дин                 | 6 апреля 2012           | 107       | 0.856   |
| На ночной улице автомобиль сбивает одного из подвыпивших друзей. Через пару дней пострадавший скончался. Машина брошена, кто был за рулём — неизвестно, улик никаких. Следствие заходит в тупик. Тогда товарищи умершего решают обратиться за помощью к леди-детективу мисс Фишер. |    |                                                               |                    |                             |                         |           |         |
| 8 | 8  | «Away with the Fairies» «Вслед за феями»                      | Эмма Фриман        | Изабель Дин и Крис Корбетт  | 13 апреля 2012          | 108       | 0.835   |
| Убиты две сотрудницы модного женского журнала. Что могло связывать этих женщин, кому они перешли дорогу? Чтобы пролить свет на это тёмное дело, мисс Фишер придется разобрать три ящика читательских писем… |    |                                                               |                    |                             |                         |           |         |
| 9 | 9  | «Queen of the Flowers» «Цветочные девы»                       | Клэйтон Джейкобсон | Деб Кокс и Джо Мартино      | 20 апреля 2012          | 109       | 0.848   |
| Мисс Фишер взяла шефство над группой девочек-сирот, чтобы обучить их изысканным манерам. Накануне праздника «Цветочных дев» одна из воспитанниц найдена мёртвой, причём, как выясняется, девушка была беременной… |    |                                                               |                    |                             |                         |           |         |
| 10 | 10 | «Death by Miss Adventure» «Смерть мисс Миллер»                | Даина Рейд         | Лиз Доран и Крис Корбетт    | 27 апреля 2012          | 110       | 0.829   |
| Смерть работницы фабрики была чудовищной — её затянуло в огромный станок. Хозяева пытаются скрыть смерть девушки. Фрайни Фишер внедряет на фабрику горничную Дот, и та выявляет множество вопиющих нарушений… |    |                                                               |                    |                             |                         |           |         |
| 11 | 11 | «Blood and Circuses» «Кровь и зрелище»                        | Эмма Фриман        | Шэлли Бирс                  | 4 мая 2012              | 111       | 0.877   |
| На ярмарке во время циркового представления фокусник открыл ящик, и публике предстало ужасающее зрелище: мёртвая статистка мисс Кристофер с кинжалом в груди и питоном на шее. Чтобы разобраться в этом деле, мисс Фишер придётся вспомнить свою цирковую юность и устроиться в труппу. |    |                                                               |                    |                             |                         |           |         |
| 12 | 12 | «Murder in the Dark» «Тёмное дело»                            | Даина Рейд         | Изабель Дин                 | 11 мая 2012             | 112       | 0.857   |
| Накануне помолвки старшего сына тётушки Прудэнс в бассейне было обнаружено тело молоденькой горничной. Праздник отменять не стали, но на вечеринку пригласили инспектора Джека Робинсона. Под подозрение попадают жених и невеста, а также отец погибшей. |    |                                                               |                    |                             |                         |           |         |
| 13 | 13 | «King Memses' Curse» «Проклятие фараона»                      | Даина Рейд         | Элизабет Коулмэн и Деб Кокс | 18 мая 2012             | 113       | 0.903   |
| Мисс Фишер не находит себе места. Убийца её сестры Мёрдок Фойл сбежал из тюрьмы и теперь охотится за её воспитанницей Джейн. Чтобы выманить Фрайни Фишер из дому, Фойл подбрасывает в её автомобиль визитку с адресом антикварной лавки. Мисс Фишер отправляется по указанному адресу вместе с Дот. В лавке они находят труп мужчины и старую фотографию, где запечатлён профессор истории Мёрдок Фойл в окружении студентов…                                      |    |                                                               |                    |                             |                         |           |         |

 Сезон 2

## Полнометражный фильм «Miss Fisher & the Crypt of Tears»
27 февраля 2020 года вышел в прокат в Австралии, а 13 марта 2020 г. в других странах, полнометражный фильм о приключениях Фрайни Фишер в Иерусалиме, Палестине, Лондоне и в Иудейской пустыне «Miss Fisher & the Crypt of Tears» хронометражом 101 минута. Режиссёр фильма Тони Тилс..

## Награды и номинации
| Год          | Награда                                   | Категория                                    | Лауреат/Номинант | Результат |
| 2012         |                                           |                                              |                  |           |
| ------------ | ----------------------------------------- | -------------------------------------------- | ---------------- | --------- |
| 2012         | Australian Production Design Guild Awards | Best Costume Design for Screen               | Мэрион Бойс      | Номинация |
| 2012         | Australian Production Design Guild Awards | Best Design on a Television Drama            | Роберт Перкинс   | Номинация |
| 2012         | Screen Music Awards                       | Best Music for a Television Series or Serial | Грег Уолкер      | Номинация |
| 2012         | Screen Music Awards                       | Best Television Theme                        | Грег Уолкер      | Номинация |
| 2013         |                                           |                                              |                  |           |
| AACTA Awards | Best Lead Actress in a Television Drama   | Эсси Дэвис                                   | Номинация        |           |